# 스즈키 유토
스즈키 유토(일본어: 鈴木 雄斗, 1993년 12월 7일 ~ )는 일본의 축구 선수이다.

## 구단 경력
그는 2012년부터 J리그의 미토 홀리호크, 몬테디오 야마가타, 가와사키 프론탈레, 감바 오사카, → 마쓰모토 야마가 FC, 주빌로 이와타에서 뛰었다.